# 反幺正算符
在线性代数中，一个反幺正算符是复希尔伯特空间上的反双线性映射，
{\displaystyle \Omega :H\rightarrow H}
对任意{\displaystyle \Psi ,\Phi \in H}，满足，
{\displaystyle \langle \Omega \Psi |\Omega \Phi \rangle =\langle \Phi |\Psi \rangle }
反幺正算符常在量子理论中被用于表示某些对称性，例如时间反转。 维格纳定理进一步证明了它们在量子物理学中的根本重要性。

## 复共轭算符
复共轭算符{\displaystyle K}是复平面上的反幺正算符，满足{\displaystyle Kz=z^{*}}，{\displaystyle zK^{*}=z^{*}}。这意味着{\displaystyle K^{2}=K^{*2}=1}。
可以认为，{\displaystyle K^{*}I}是对偶矢量空间中的算符。
对于复希尔伯特空间上的一组正交基，
{\displaystyle \langle m|K^{*}IK|n\rangle =\langle (IK)m|(IK)n\rangle =\delta _{mn}}
可以证明在基底的幺正变换和反幺正变换下，这一等式不变。

## 反幺正算符
对于一个反幺正算符{\displaystyle \Omega }，{\displaystyle U=\Omega K}是一个幺正算符；对幺正算符{\displaystyle U}，{\displaystyle \Omega =UK}是一个反幺正算符。

### 厄密共轭
定义幺正算符{\displaystyle \Omega =UK}的厄密共轭为{\displaystyle \Omega ^{\dagger }=K^{*}U^{\dagger }}，这意味着，
{\displaystyle \langle m|\Omega ^{\dagger }n\rangle =\langle n|\Omega m\rangle ^{*}}
所以，对任意{\displaystyle \Psi ,\Phi \in H}，
{\displaystyle {\begin{aligned}\langle \Omega \Psi |\Phi \rangle &=\langle \Phi |\Omega \Psi \rangle ^{*}\\&={\Bigl (}\sum _{m,n}\langle m|B_{m}^{*}UKA_{n}|n\rangle {\Bigr )}^{*}\\&={\Bigl (}\sum _{m,n}\langle m|B_{m}^{*}UA_{n}^{*}K|n\rangle {\Bigr )}^{*}\\&=\sum _{m,n}\langle n|K^{*}A_{n}U^{\dagger }B_{m}|m\rangle =\langle \Psi |K^{*}U^{\dagger }\Phi \rangle =\langle \Psi |\Omega ^{\dagger }\Phi \rangle \end{aligned}}}
根据定义，有{\displaystyle \Omega ^{\dagger }\Omega =K^{*}IK}，这意味着，
{\displaystyle {\begin{aligned}\langle \Omega \Psi |\Omega \Phi \rangle &=\sum _{m,n}\langle m|A_{m}^{*}K^{*}IKB_{n}|n\rangle \\&=\sum _{m,n}A_{m}B_{n}^{*}\left(\langle m|K^{*}IK|n\rangle \right)\\&=\langle \Phi |\Psi \rangle \end{aligned}}}
与反幺正算符的定义式相符。

### 基矢变换
幺正算符的定义前后自洽的重要前提是对于对于复希尔伯特空间上的任意一组正交基，恒等式{\displaystyle \langle m|K^{*}IK|n\rangle =\delta _{mn}}都成立。这需要从两个角度证明。

#### 基矢做幺正变换
对基底{\displaystyle \{|n\rangle \}}做幺正变换{\displaystyle |n'\rangle ={\textstyle \sum }_{m}U_{nm}|m\rangle }，得到一组新的基底{\displaystyle \{|n'\rangle \}}，
{\displaystyle {\begin{aligned}\langle m'|K^{*}IK|n'\rangle &=\sum _{m,n}\langle m|U_{m'm}^{*}K^{*}IKU_{n'n}|n\rangle \\&=\sum _{m,n}U_{m'm}U^{*}{}_{n'n}\left(\langle m|K^{*}IK|n\rangle \right)\\&=\sum _{m,n}U_{m'm}U^{*}{}_{n'n}\delta _{mn}\\&=\delta _{m'n'}\end{aligned}}}
可见{\displaystyle \langle m'|K^{*}IK|n'\rangle =\delta _{m'n'}}依然成立。

#### 基矢做反幺正变换
由于已经证明了基底在幺正变换下仍然满足上述等式，且反幺正算符可以分解为幺正算符右乘复共轭算符{\displaystyle K}，只需要说明基底在复共轭算符{\displaystyle K}作用下依然满足上述等式，该陈述显然是正确的，因为，
{\displaystyle \langle m'|K^{*}IK|n'\rangle =\langle m|I|n\rangle =\delta _{mn}}